# Compensatie (juridisch)
Een compensatie of prijscompensatie in juridische zin is een tegemoetkoming, meestal van financiële of economische aard, en meestal in ruil voor opgelopen letsel, kosten of nadeel. De juridische basis voor compensatie is vaak een vorm van aansprakelijkheid van degene die compensatie aanbiedt, maar het kan ook gaan om het herstel of behoud van het imago van een onderneming of organisatie. 

## Soorten compensatie
Soorten compensatie zijn onder meer:
- schadevergoeding om andermans schade te vergoeden;
- vergoeding wegens nationalisering of onteigening door een overheid: deze vergoeding kan louter financieel zijn, of bestaan uit een (gedwongen) ruil van goederen of vastgoed;
- betaling ter vergoeding van wedden en lonen, commissies, royalty's, en dergelijke;
- vergoeding van opgelopen letsel;
- vergoeding van geleden schade in de ruime zin, dus bijvoorbeeld door vertraging bij het reizen, ontbrekende bagage, gebrekkige dienstverlening (telefoon, internet, nutsvoorzieningen) of vervanging van niet-leverbare goederen;
- een prestatie of levering om te voldoen aan de garantiebepalingen bij koop of boeking;
- milieu- of groeninvesteringen om elders veroorzaakte vervuiling (bijvoorbeeld door vliegreizen, ontbossing[1], milieuverontreiniging) te vergoeden.